# Sanssouci
Zámek Sanssouci (něm. Schloss Sanssouci) je letní zámecké sídlo založené Hohenzollerny ve východní části parku Sanssouci v Postupimi (něm. Potsdam) v německé spolkové zemi Braniborsko, (něm. Brandenburg). Zámek Sanssouci je také často pokládán za německého konkurenta francouzskému Versailles. Je však vybudován v intimnějším rokoku než barokní francouzský zámek a je pozoruhodný především svými zahradami. Sanssouci tím patří do souboru paláců a parků v Postupimi a Berlíně zapsaných v roce 1990 do seznamu světového dědictví UNESCO.

## Historie
Zámek Sanssouci nechal v letech 1745–1747 vybudovat pruský král Fridrich (Bedřich) II. Veliký jako svou letní residenci. V letech 1840–1842 byl zámek na přání Fridricha Viléma IV. přestavěn a rozšířen Ferdinandem von Arnim podle projektu Ludvíka Persiuse. Postupim a její paláce byly oblíbenou residencí německé císařské rodiny až do pádu císařství v roce 1918.
Po 2. světové válce se zámek stal veřejně přístupným a změnil se ve vyhledávanou turistickou atrakcí bývalé Německé demokratické republiky. Vzhledem ke svému historickému významu byl pečlivě udržován. Po znovusjednocení Německa v roce 1990 došlo ke splnění posledního přání Friedricha Velikého. Vrátil se ke svému milovanému zámku a jeho ostatky byly uloženy do hrobu na nejvyšší terase zámecké zahrady.
Zámek Sanssouci a okolní paláce a parky navštíví každoročně více než dva miliony lidí z celého světa. O údržbu a restaurování celého komplexu se v současnosti (2008) stará Nadace pro pruské zámky a zahrady Berlín-Braniborsko (něm. Stiftung Preußische Schlösser und Gärten Berlin-Brandenburg) Archivováno 22. 1. 2010 na Wayback Machine., založená v roce 1995.

## Koncepce Fridricha Velikého

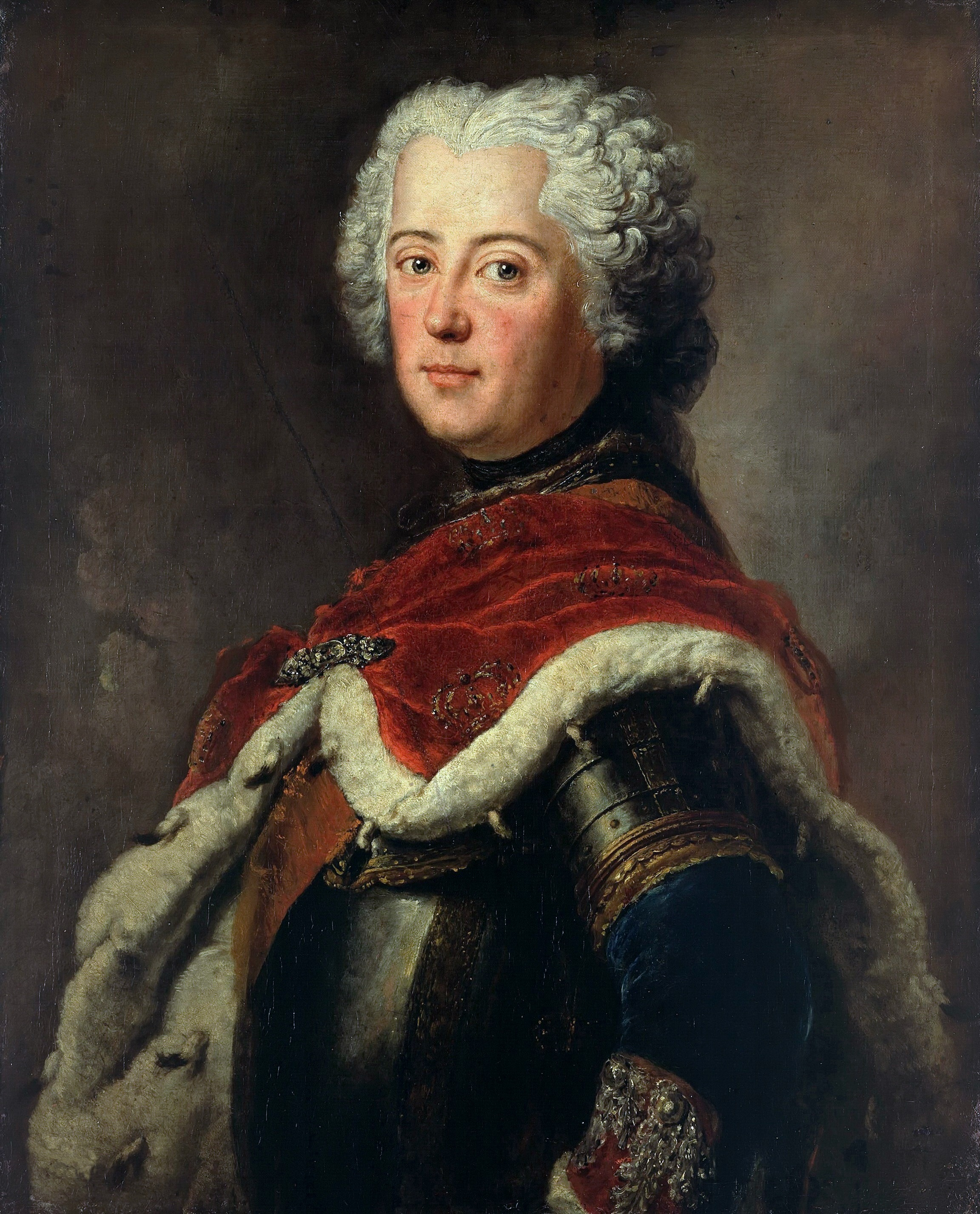
Fridrich II. jako korunní princ.
Olej Antoine Pesne (kolem 1740)

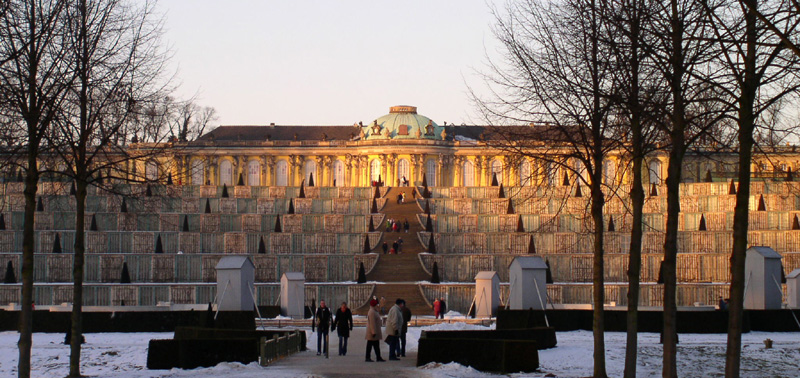
Zámecké terasy v zimním slunci. Opěrné zdi s trelážemi pro víno a nikami doplňují stálezelené tisy.

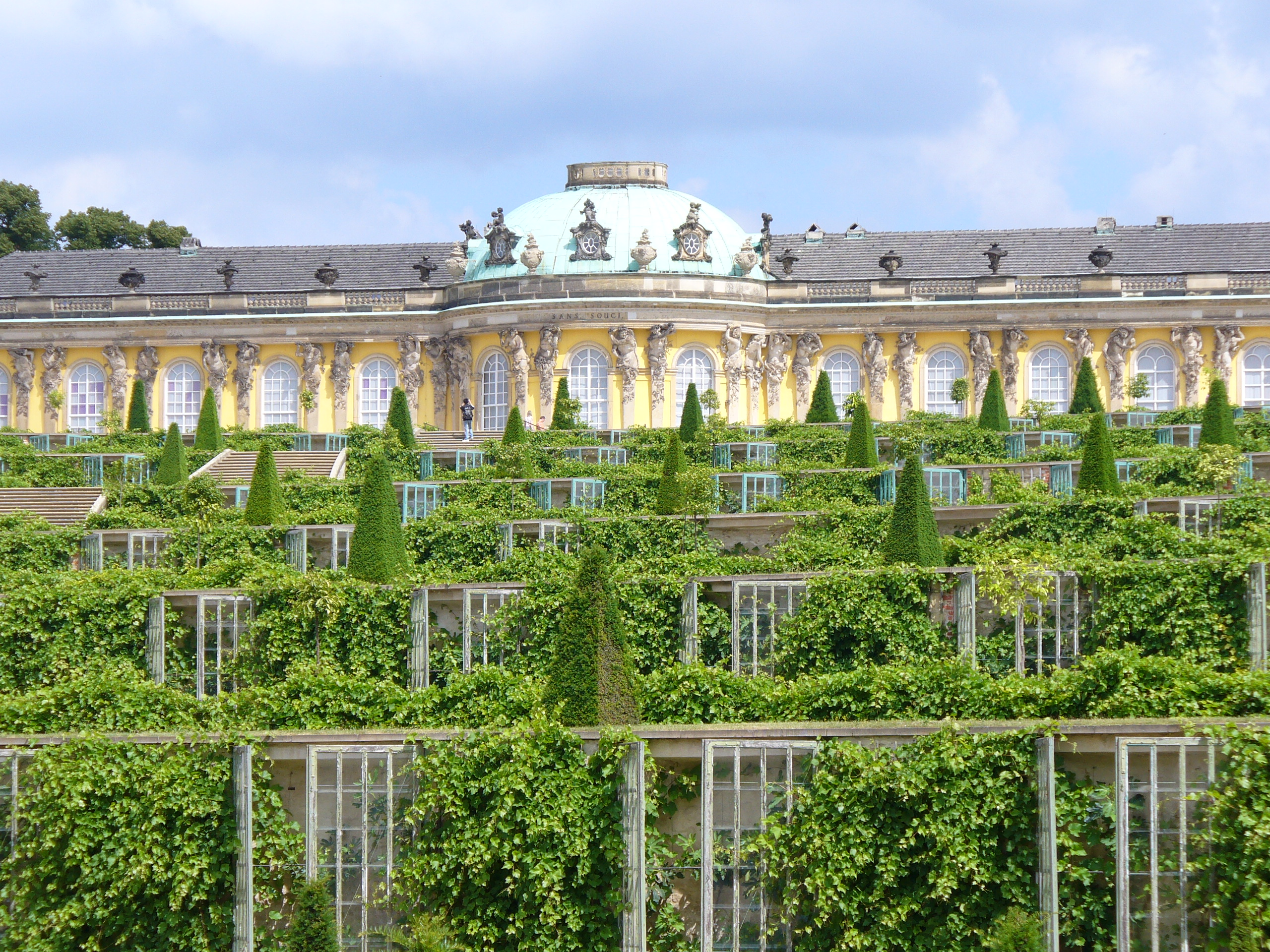
Terasy zámku v létě

### Terasy

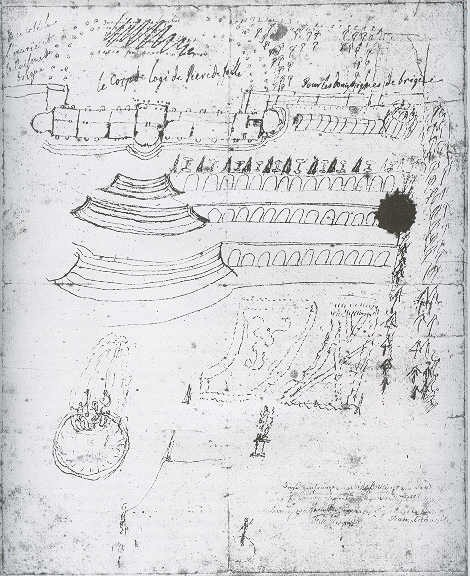
Koncepce zámku a zahrad – Skica Fridricha Velikého

Jakmile se Fridrich II. stal 31. května 1740 po smrti svého otce pruským králem, začal s přípravami na proměnu celého území dnešního Parku Sanssouci. Nejprve 10. srpna 1744 rozhodl Fridrich o založení viničních a okrasných teras na jižních svazích návrší Bornstedt. Předtím byl celý pahorek porostlý duby, které za panování Fridricha Viléma I., (otce Fridricha Velikého), byly vykáceny a použity k založení staveb v Postupimi vybudované na málo únosných půdách bývalých bažin. Proto se Fridrich Veliký rozhodl vzniklou holinu (Wüsten Berg – Holý vrch) zkultivovat a přeměnit ve francouzský park se zámkem na nejvyšším místě. Prací pověřil stavitele Georga W. von Knobelsdorfa, který se při projektování řídil skicami a pokyny krále.
Svah byl rozčleněn do šesti širokých teras situovaných tak aby bylo co nejlépe využito dopadajících slunečních paprsků. Opěrné zdi posloužily pro osazení treláží, po kterých se pnuly keříky vinné révy dovezené z Portugalska, Itálie, Francie, ale také z německého Ruppinu. Zdivo bylo přerušováno 168 zasklenými nikami, v nichž rostly fíkovníky (smokvoně). Podél hrany každé terasy byl pruh udržovaného trávníku, ve kterém rostly tvarované tisy. Trávníky byly ohraničeny nízkým živým plotem ze zákrsků ovocných stromů. Středovou osu terasové zahrady tvoří schodiště se 120 schody, (dnes jich má 132), přerušované v úrovni jednotlivých teras a z obou stran pahorku byly k terasám přístupové rampy.

### Parter

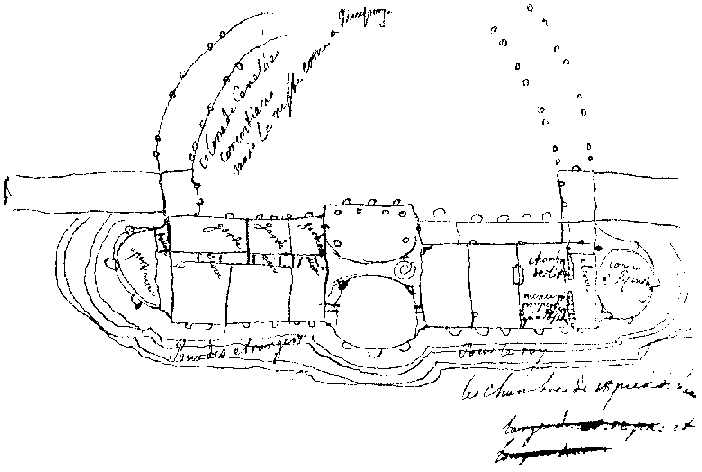
Zámek - Skica Fridricha Velikého

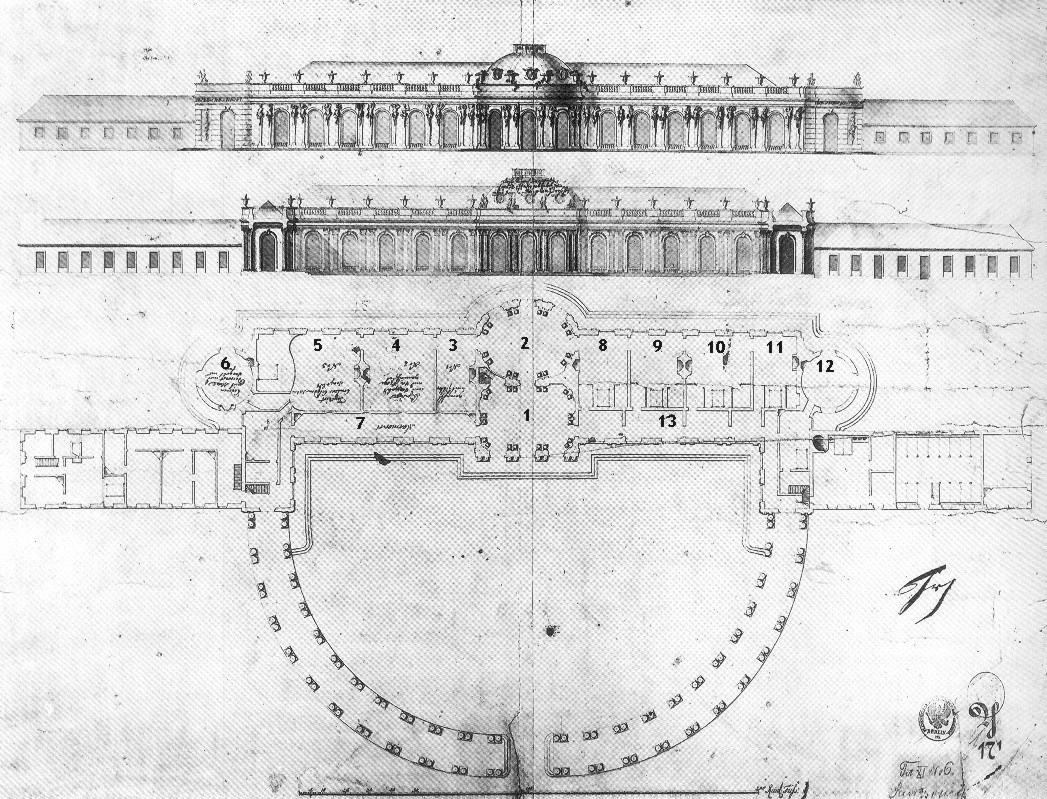
Výkres pohledů na zámek ze severu a jihu vypracovaný stavební kanceláří von Knobelsdorffa, kolem 1744—1745 (sever je na dolním okraji plánu).
Označení místností:
1 vestibul,
2 mramorový sál,
3 audienční sál,
4 koncertní sál,
5 kabinet a ložnice,
6 knihovna,
7 galerie,
8 až 10 pokoje pro hosty,
11 pokoj pro hosty „Voltairův pokoj“,
12 pokoj pro hosty „Rottenburgův pokoj“,
13 místnosti pro služebnictvo

Parter zámku tvoří barokní květinová zahrada založená v roce 1745. V jejím středu je pak od roku 1748 Velká fontána, (něm. Grosse Fontäne), kolem níž jsou rozmístěny mramorové sochy božstev Venuše, Merkura, Apollóna, Diany, Juno, Jupitera, Marta a Minervy spolu s alegorickým zobrazením čtyř elementů – Ohně, Vody, Vzduchu a Země. Sochy Venuše a Merkura, práce francouzského sochaře Jean-Baptisty Pigalla a lovecké skupiny představující Vzduch Archivováno 21. 5. 2007 na Wayback Machine.
a Vodu Archivováno 3. 3. 2016 na Wayback Machine. od Lamberta Sigisberta Adama jsou darem francouzského krále Ludvíka XV. Ostatní postavy pocházejí z dílny Françoise Gasparda Adama, který vedl v Berlíně francouzský sochařský ateliér založený Fridrichem Velikým. Dokončení celého souboru soch se datuje k roku 1764.
Nedaleko odtud byla zeleninová zahrada, kterou již v roce 1715 založil Fridrich Vilém I. Svou jednoduchou užitkovou zahradu nazýval tento spořivý pruský král ironicky „moje Marly“ čímž narážel na nákladnou zahradu v Marly-le-Roi francouzského „Krále Slunce“ Ludvíka XIV. Fridrich Veliký si ale spojení květinové a užitkové zahrady velmi cenil. Podle něho se tak názorně ukázalo sjednocení jeho zálib, neboť miloval jak umění, tak čerstvou zeleninu.

### Budova zámku
Příprava stavby zámku začala 13. ledna 1745 kdy Fridrich II. vládním nařízením přikázal vybudovat „Lust-Haus zu Potsdam“. Podle jeho skic vypracoval dvorní architekt Georg Wenzeslaus von Knobelsdorff stavební projekt. Protože králův návrh předpokládal jenom přízemní stavbu navrhl králi von Knobelsdorff budoucí zámek podsklepit, zdvihnout tím úroveň přízemí a přesunout celý objekt blíže k okraji nejvyšší terasy aby byl více exponován při pohledech z parteru. Fridrich ale jeho návrhy odmítl, nepřál si representativní palác, neboť dával přednost intimitě nízké budovy v rokokovém stylu bez větších nároků na reprezentaci. Požadoval přímé spojení vnitřních zámeckých prostor se zahradními terasami bez zbytečných schodů. Jeho vizí bylo zapojení přírody do kultury bydlení.
Fridrich Veliký u všech staveb prováděných na jeho příkaz v Postupimi a v Berlíně osobně zasahoval do jejich administrativního vedení i jejich uměleckého výrazu. To samozřejmě křížilo představy architektů a tak nakonec rozpory mezi králem a jeho architektem vyústily v roce 1746 v odstranění von Knobelsdorffa z prací na stavbě zámku. (Oficiálně ovšem rezignoval ze zdravotních důvodů). Stavbu dokončil nizozemský stavitel Jan Bouman, který stavbu řídil již od roku 1745.
Po dvou letech výstavby došlo 1. května 1747 k vysvěcení zámku přesto, že některé pokoje nebyly ještě dokončeny. Pokud Fridrich Veliký neválčil, trávil letní měsíce na svém zámku koncipovaném tak, aby vyhovoval jemu a jím pozvaným hostům. Od své ženy Alžběty Kristýny Brunšvicko-Bevernské zůstával odloučen již od své korunovace v roce 1740. Královna pobývala na zámku Schönhausen, zatímco Sanssouci byl také „sans femmes“ (bez žen).
Fridrich II. Veliký žil relativně skromně. Nad plesy, maškarními bály a loveckými zábavami vítězily v Sanssouci filosofické diskuse, procházky, četba a koncerty. Paláci říkal „můj viniční domeček“ (Mein Weinberghäuschen) a určil jej pouze k pobytům od konce dubna do začátku října. V této letní residenci (tzv. maison de plaisance) chtěl pobývat sám, případně se svými hosty, a bezstarostně (sans souci) se věnovat svým koníčkům a uměleckým zálibám. Zámek Fridrichovi zcela vyhovoval a tak odmítal návrhy na modernizační a udržovací práce.

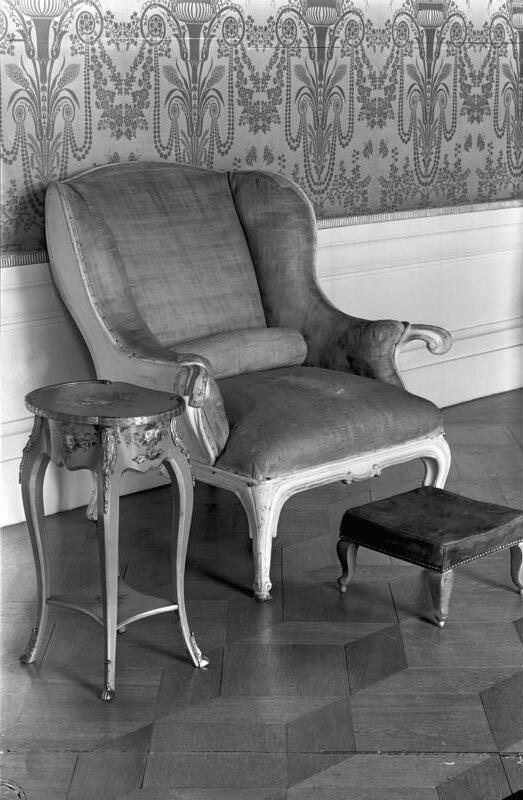
Křeslo, ve kterém zemřel Fridrich II.

### Hrob Fridricha II. Velikého

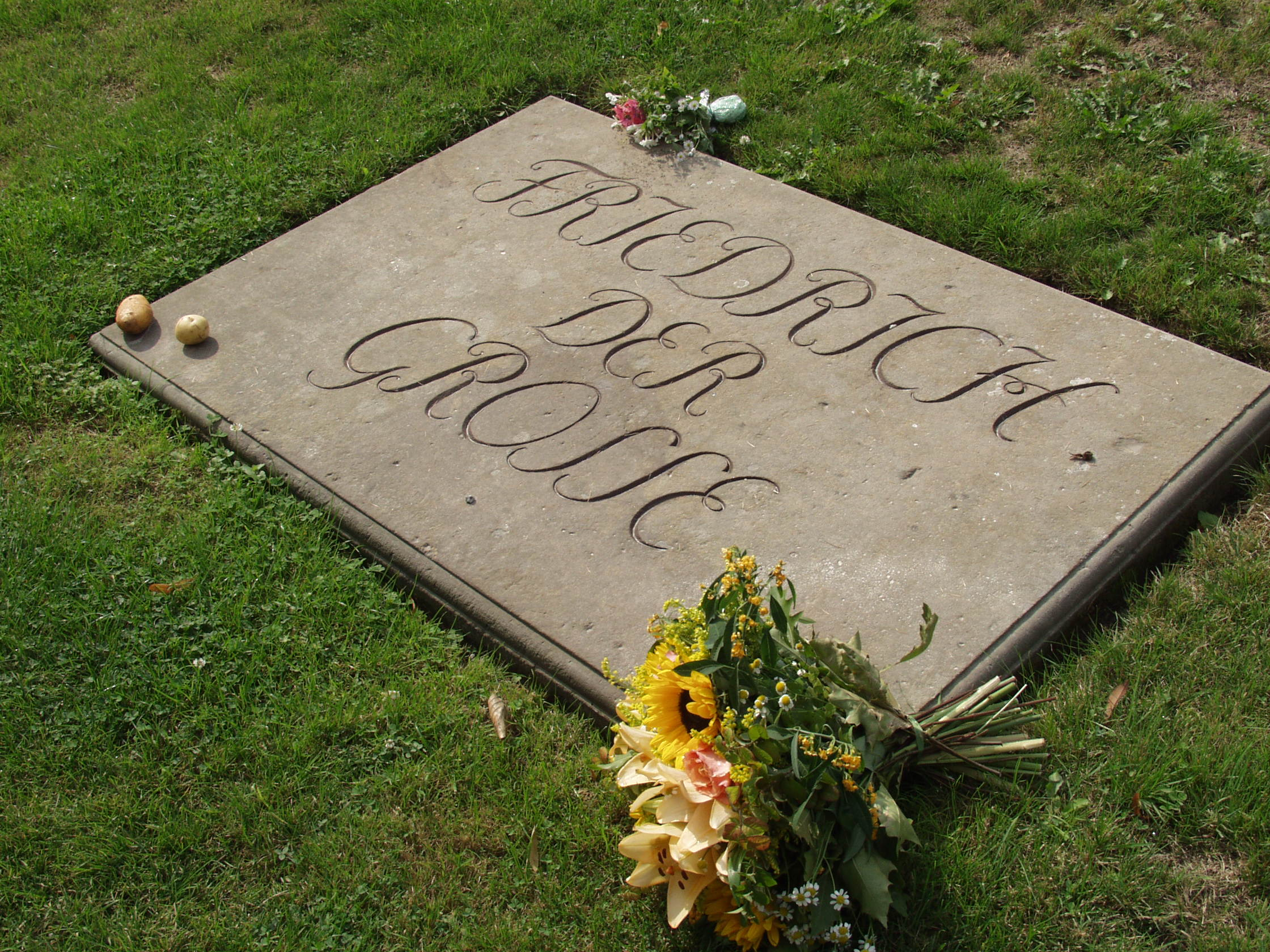
Hrob Fridricha II. Velikého

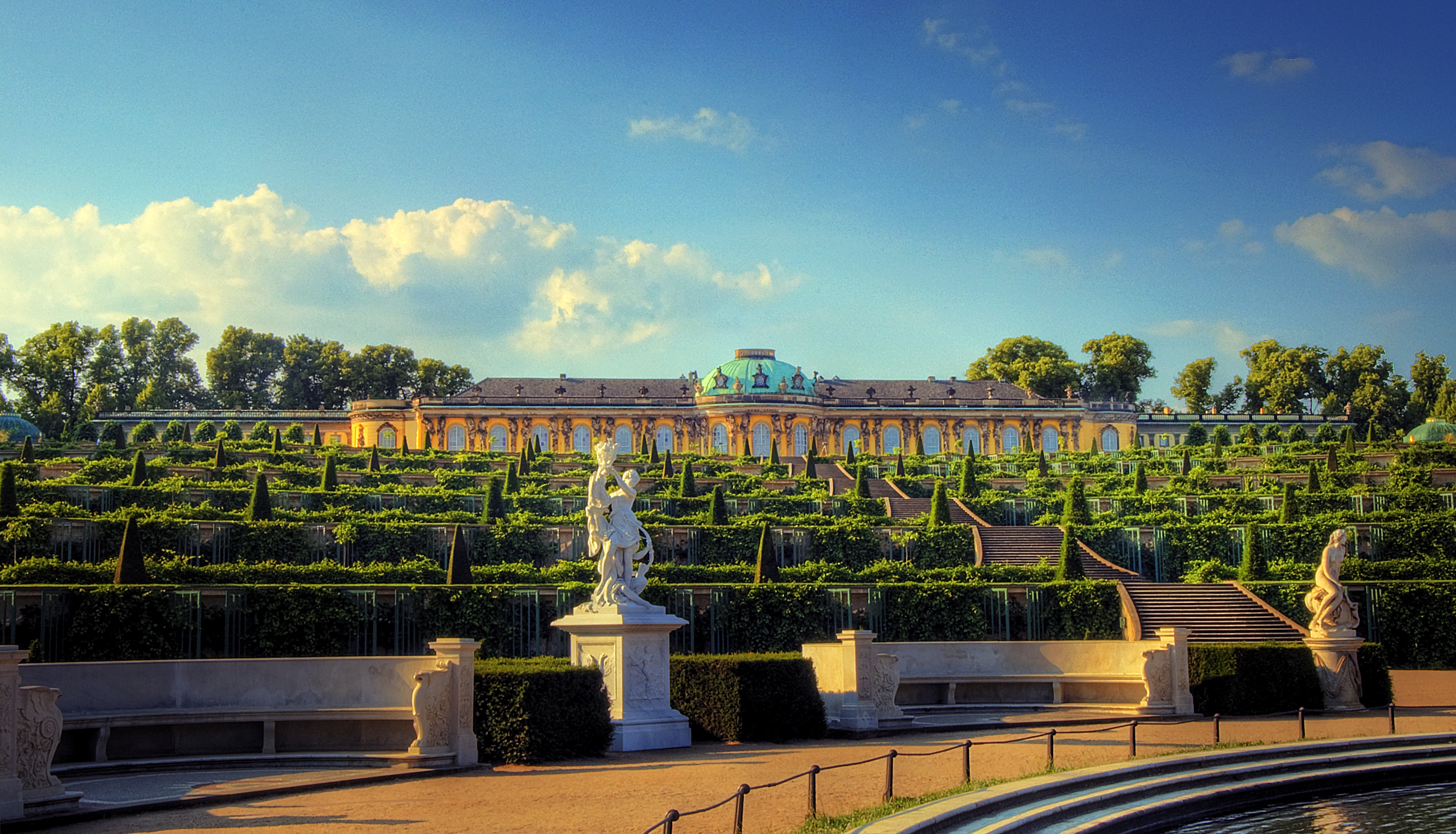
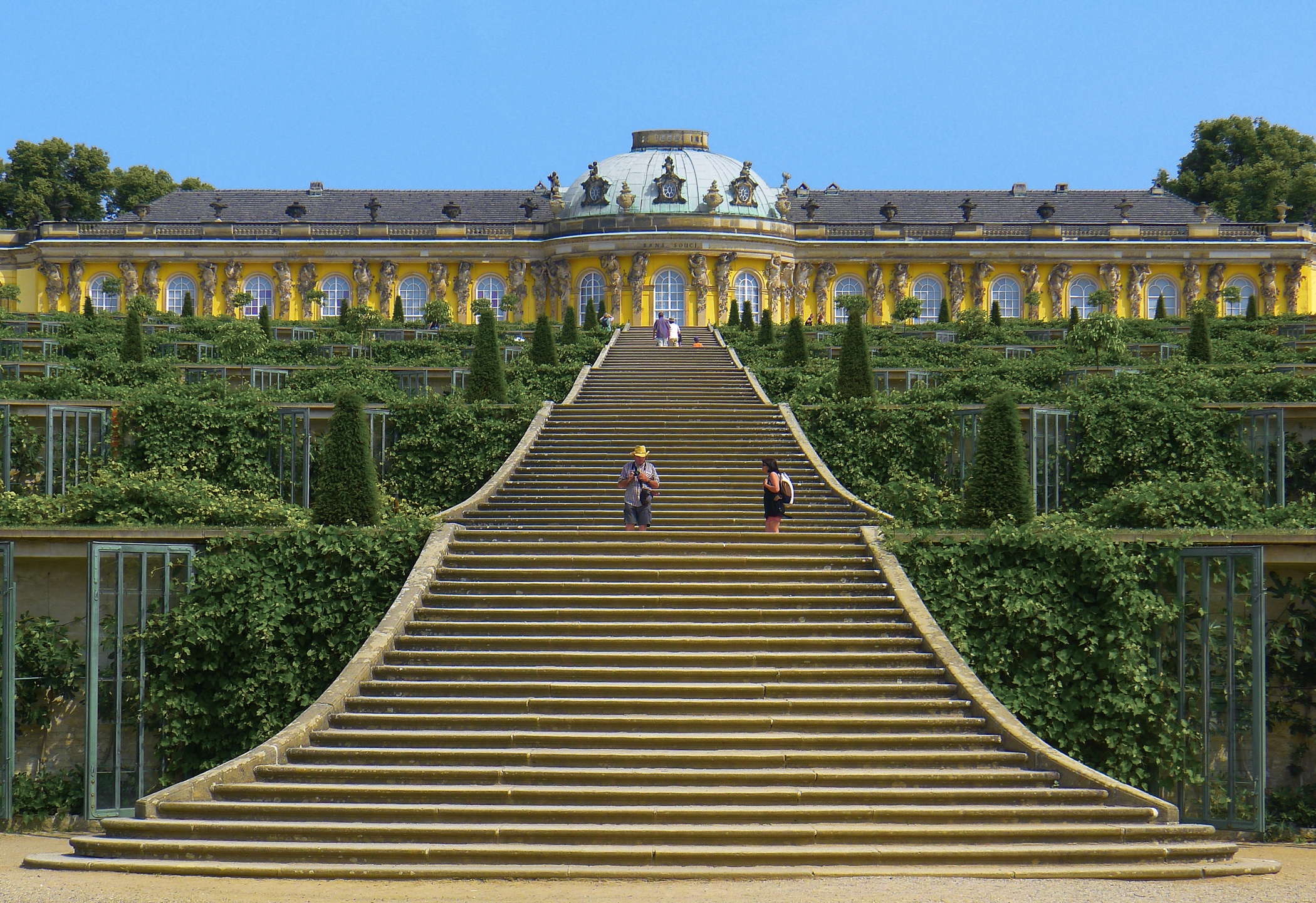
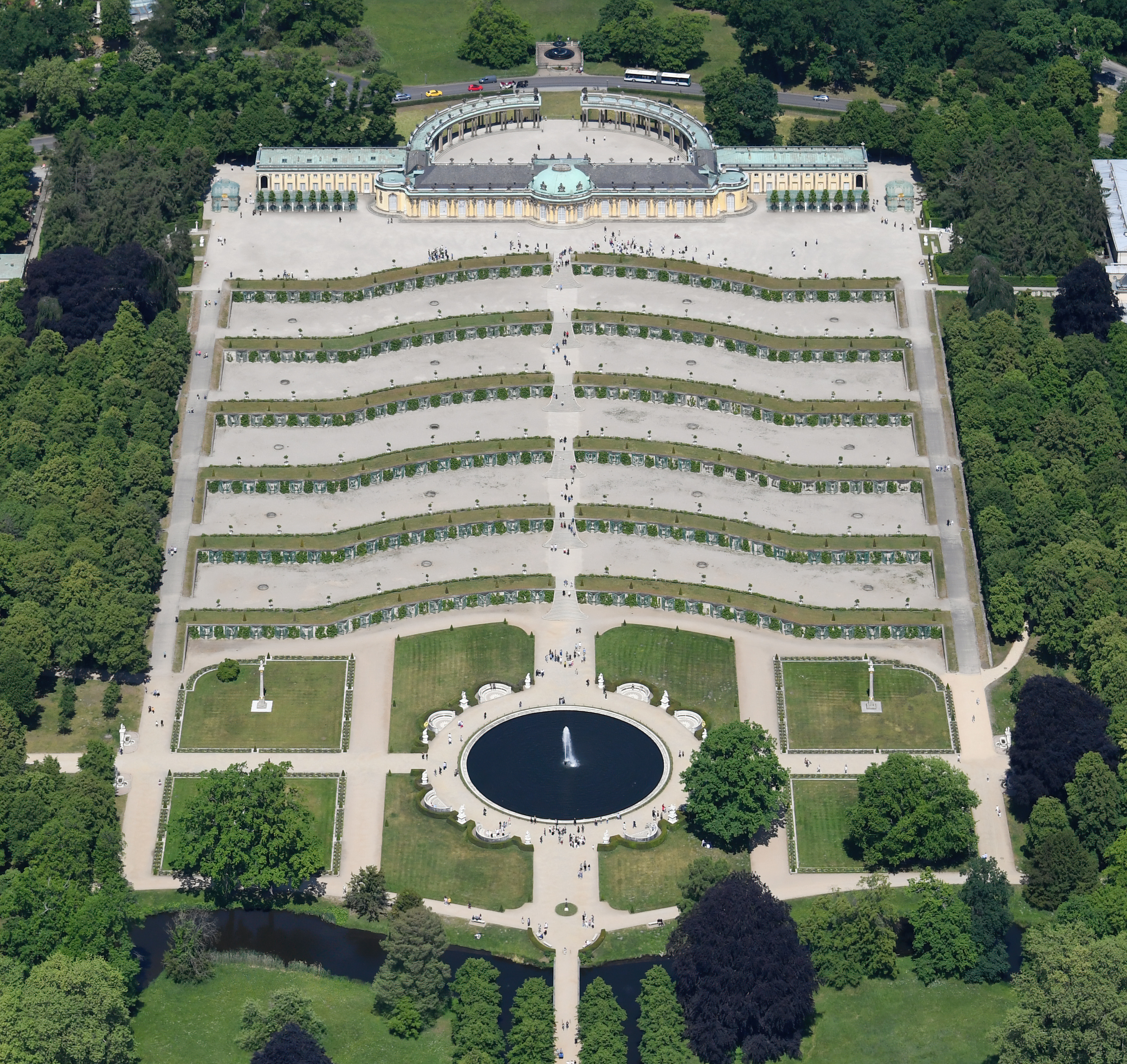

Fridrich II. zemřel na zámku Sanssouci 17. srpna 1786. Přál si být pochován skromně, vedle zámku na nejvyšší terase vedle svých pohřbených psů. Během své vlády se Fridrich často obíral myšlenkami na smrt a téměř před každou bitvou přepracovával svoji závěť. Před bitvou u Leuthenu (pol. Lutyně) napsal: „Žil jsem jako filosof a přeji si být pohřben jako filosof, bez okázalostí a přepychu. Nechci být ani pitván, ani balzamován. Nechť jsem pohřben na Sanssouci na horní terase do hrobu, který jsem si nechal připravit. Kdybych zemřel ve válce nebo na cestě, přeji si být pohřben v první lepší obci a v zimě chci být přenesen na výše uvedené místo.“ Přes výslovné královo přání uspořádal Fridrichovi jeho synovec a nástupce na trůnu Fridrich Vilém II. obřadný pohřeb v posádkovém kostele v Postupimi, kde byly královy ostatky uloženy vedle hrobu jeho otce Fridricha Viléma I.
Rakve obou králů byly během druhé světové války vyzvednuty z hrobů a v březnu 1943 byly uschovány do bunkru v Postupimi – Eiche, odkud je v březnu 1945 před postupující Rudou armádou převezli a ukryli v solném dole Bernterode v Eichsfeldu (Durynsko). Zde je objevili američtí vojáci a přemístili je do kostela sv. Alžběty v Marburgu (Hesensko). V srpnu roku 1952 byly rakve pruských králů převezeny na hrad Hohenzollern v Bádensku-Württembersku. Po pádu východní Německé demokratické republiky a znovusjednocení Německa konečně mohly Fridrichovy ostatky podle jeho poslední vůle spočinout na Sanssouci. Ve výroční den jeho smrti 17. srpna 1991 byla rakev s eskortou Bundeswehru dopravena do Postupimi a v noci uložena do hrobu, který si Fridrich v roce 1744 nechal připravit. Kdysi řekl "quand je serai là, je serai sans souci", (až tu budu, budu již bez starostí), ale jeho přání se mu splnilo až po 205 letech.